# Entre la miel del campo y la sal del mar
Entre la miel del campo y la sal del mar fue una telenovela grabada en Mar del Plata, Argentina. Se emitió por primera vez en 1996 por el canal de cable de Mar del Plata. Se grabaron 44 programas en total. En dicho canal duró solo seis emisiones debido a que la productora se percató de que el programa no cumplía con las expectativas de la audiencia. A causa del bajo presupuesto con el que fue filmada, los errores de montaje y la incapacidad de manejar eficientemente los escasos recursos de que disponía la producción, la tira terminó convirtiéndose en una involuntaria comedia de enredos. En el año 2010, 14 años después de su emisión, RSM revisó las cintas abandonadas en algún recóndito archivo de este programa de televisión de Mariana Fabbiani y, posteriormente, las editó, agregándole a su vez efectos de sonido hilarantes. Gracias a este trabajo se consiguió que la tira se transformara en una obra de culto y se hiciese enormemente popular en televisión y en Internet. La tira tuvo su obra teatral, realizándose incluso una pequeña gira por el interior del país.

## Trama
El protagonista masculino (Gerard, interpretado por el porteño Lorenzo Abascal), a pesar de la desaprobación de su padre adoptivo (Adalberto, interpretado por el empresario local Dionisio Trassens), mantenía una relación clandestina con una mujer de cuarenta años, que a su vez no le había confesado que estaba casada (Tamara, interpretada por Norma Beatriz Balbo). Cuando se entera de esto, Gerard decide exiliarse de Mar del Plata al campo para poner en orden su corazón y su cabeza. Ahí decide comenzar un retiro espiritual. Pero, al estar en busca de la paz anhelada, se encuentra con Merceditas (Valeria D'Andrea), una adolescente campesina que se enamora del apuesto joven. 
A partir de este momento Gerard se debate entre ambas mujeres, siendo Mercedes la que representa la miel del campo —por su dulzura— y Tamara la sal del mar —por su carácter corrosivo, según su padre—. Otros personajes, como el médico Matias (contrafigura de Gerard y pretendiente de Merceditas, interpretado por Walter Smiraglia), el amigo abogado de Tamara, la tía de Mercedes (a su vez y extrañamente, secretaria de Gerard, en la empresa de su padre) y la madre de Mercedes (representada por la misma actriz que hace de Tamara pero disfrazada) completan el elenco del drama.

## Personajes
| Personaje                                          | Nombre verdadero del actor/ actriz | Apodos realizados por producción de RSM                             |  |
| Gerard                                             | Lorenzo Abascal                    | Juan Martín Del Potro                                               |  |
| Tamara                                             | Norma Beatriz Balbo                | Cristina Fernández de K                                             |  |
| Merceditas                                         | Valeria D'Andrea                   | La hija de Enrique Pinti                                            |  |
| Adalberto (Padre de Gerardo)                       | Dionisio Trassens                  | Pepitito Marrone / El papá de Del Potro                             |  |
| Matías (Médico)                                    | Walter Smiraglia                   | Leonardo Sbaraglia / "Dotor" Ahorro                                 |  |
| Alcira (Tía de Merceditas y secretaria de Gerardo) |                                    | Mabel Manzotti / Secretaria ejecutiva / La tía secretaria / Comodín |  |
| Abogado                                            |                                    | Guillermo Nimo / Doctor Cúneo-Libarona                              |  |
| Madre de Merceditas                                | Norma Beatriz Balbo                | La hermana de Cristina Fernández de K / Tamara con peluca           |  |